# Цесаревич (броненосець)
«Цесаревич» (рос. Цесаревич) —  пре-дредноут (ескадрений броненосець) Російського імператорського флоту, а згодом російського та радянського ВМФ. Корабель розробляв французький інженер Лаганьє з досвіду будівництва ескадреного броненосця французького флоту «Жорегіберрі» і технічного завдання Морського технічного комітету Російської імперії. «Цесаревич» був прийнятий за основу при розробці ескадрених броненосців класу «Бородіно».
«Цесаревич» був закладений 8 липня 1899 року на верфі французької компанії Société Nouvelle des Forges et Chantiers de la Méditerranée в Ла-Сейн-сюр-Мері. 23 лютого 1901 року він був спущений на воду, а 31 серпня 1903 року увійшов до складу ВМФ Російської імперії. Брав активну участь у Російсько-японській війні та боях Першої світової війни на Балтійському морі.
Відразу після введення до строю броненосець перейшов на Тихий океан, він базувався в Порт-Артурі, на північному сході Китаю. Брав активну участь у російсько-японській війні 1904—1905 років. «Цесаревич» був торпедований під час раптової атаки на Порт-Артур і відремонтований, щоби стати флагманом контрадмірала Вільгельма Вітгефта в битві на Жовтому морі, а після битви був інтернований у Ціндао.
Після війни корабель передали Балтійському флоту і він допомагав у придушенні Свеаборзького повстання в середині 1906 року. Під час середземноморського походу його команда допомогла тим, хто вижив після землетрусу в Мессіні 1908 року на Сицилії. 
«Цесаревич» не був дуже активним на першому етапі Першої світової війни і його знуджені моряки приєдналися до загального заколоту Балтійського флоту на початку 1917 року. Під назвою «Гражданин» корабель брав участь у Моонзундській битві в 1917 році, під час якої він був легко пошкоджений. Корабель був захоплений більшовиками під час Російської революції наприкінці 1917 року і виведений з експлуатації наступного року. «Гражданина» списали на злам у 1925 році.

## Історія служби
У серпні 1903 року «Цесаревича» прийняли до складу російського флоту і він отримав призначення на Далекий Схід. 2 грудня 1903 року корабель прибув до Порт-Артура. Після завершення циклу випробувань «Цесаревич» став найкращим лінкором російського флоту на початку російсько-японської війни.
Після перемоги Японії в Першій японо-китайській війні 1894—1895 років і Росія, і Японія мали амбіції контролювати Маньчжурію та Корею, що призвело до напруженості між двома країнами. Японія почала переговори про зменшення напруженості в 1901 році, але російський уряд був повільним і невпевненим у своїх відповідях, оскільки він ще не вирішив, як саме врегулювати проблему, що виникла. Японія витлумачила це як навмисне ухиляння, щоби виграти час для завершення російських програм переозброєння флоту. Ситуація погіршилася тим, що Росія не вивела свої війська з Маньчжурії в жовтні 1903 р., як обіцяла. Останньою краплею стала новина про російські концесії з видобутку лісоматеріалів у Північній Кореї та відмова росіян визнати японські інтереси в Маньчжурії, продовжуючи висувати умови японській діяльності в Кореї. Ці дії змусили японський уряд у грудні 1903 р. вирішити, що війна неминуча. У міру зростання напруженості у відносинах з Японією наростала й напруга в регіоні. З огляду на це, Тихоокеанська ескадра почала швартуватися в зовнішній гавані вночі, щоби швидше реагувати на будь-яку спробу Японії висадити війська в Кореї.

### Російсько-японська війна
У ніч із 8 на 9 лютого 1904 року японський флот провів раптову атаку на російські кораблі, що стояли на якірних стоянках. «Цесаревич» та «Ретвізан», а також крейсер «Паллада» були вражені японськими торпедами під час раптової атаки. «Цесаревич» був уражений у ліву кормову частини і корабель прийняв крен 18°, який був частково виправлений протизатопленням відсіків справа забортною водою. Броненосець міг рушити, але сів на мілину біля вузького входу в гавань. Його зняли з мілини та перемістили в гавань для ремонту, який тривав до 7 червня. Деякі з корабельних гармат були зняті влітку, щоб посилити оборону порту. Всього «Цесаревич» втратив чотири 75-мм, дві 47-мм і дві 37-мм гармати. 7 серпня судно вразили два японські 120-мм снаряди, випущені з великої відстані; уламок одного з них легко поранив контрадмірала Вільгельма Вітгефта.
Вранці 10 серпня Перша тихоокеанська ескадра вирушила з Порт-Артура, намагаючись прорватися крізь японський флот, який блокував порт, і досягти Владивостока. Російська ескадра складалася з шести лінійних кораблів («Цесаревич», «Ретвізан», «Побєда», «Пересвіт», «Севастополь» і «Полтава»), а також чотирьох бронепалубних крейсерів і восьми міноносців. Японський флот, яким командував віцеадмірал Тоґо Хейхатіро, складався з чотирьох лінійних кораблів «Мікаса», «Асахі», «Фудзі», «Шікісіма», двох панцерних крейсерів «Ніссін» і «Касуга», а також семи бронепалубних крейсерів.

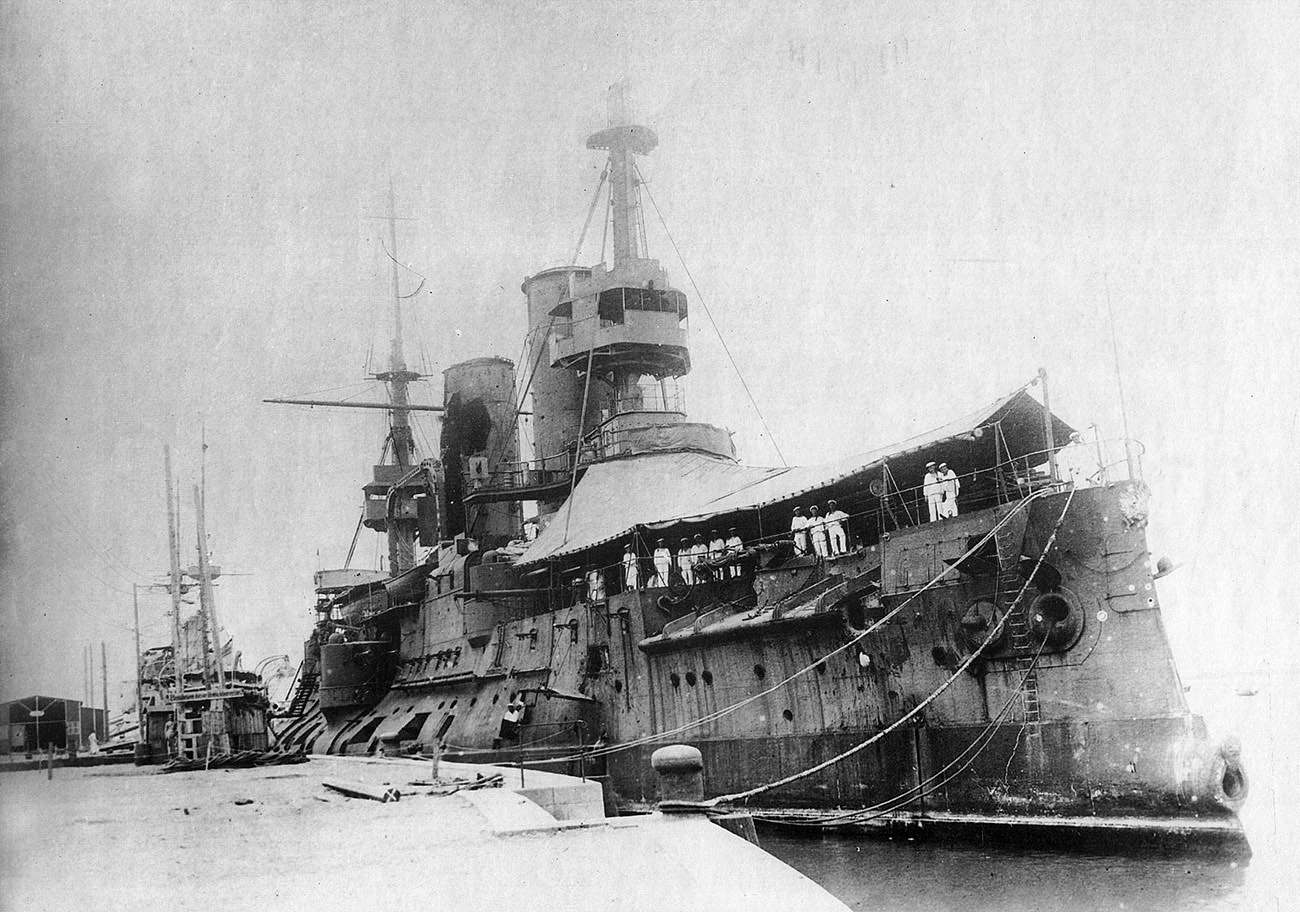
Інтернований «Цесаревич» у Ціндао. 1904

«Цесаревич» і «Побєда» протягом години після відправлення зіткнулися з технічними проблемами, що змусило флот знизити швидкість до 13 вузлів (24 км/год). Тоґо зазнав невдачі у своїй спробі перетнути російську «T» після того, як помітив їх близько 12:25, і загальний бій почався близько 13:25, коли японські кораблі зосередили вогонь на «Цесаревичі» та «Ретвізані», але ефективний російський вогонь змусив Тоґо відійти близько 15:20. Він зблизився з росіянами приблизно через дві години та відкрив вогонь о 17:35. Жодна сторона не змогла завдати нищівного враження жодному кораблю. Поки росіяни все ще лідирували, коли до кінця дня залишалося приблизно півгодини, як о 18:40 два 12-дюймових снаряди, випущені «Асахі», влучили в бойову рубку «Цесаревича». Уламки снарядів відскочили від навислого даху бойової рубки в рубку, убивши Вітгефта, двох штабних офіцерів і керманича. Корабель розвернувся в лівий бік із заклиненим штурвалом, а за ним пішли ще кілька лінкорів. «Цесаревич» став центром уваги кожного японського корабля, тому капітан «Ретвізана» вирішив атакувати японську бойову лінію, щоб виграти час для «Цесаревича», поки той не вирішить виниклу проблему з кермом. Йому вдалося це зробити, і другий командир ескадри, контрадмірал князь Павло Ухтомський поступово перебрав командування над розсіяними російськими кораблями та наказав їм повертатися до Порт-Артура в темряві. «Цесаревич» намагався прямувати на північ до Владивостока в темряві, але його пошкоджені труби значно збільшили споживання вугілля і швидкість лінкора впала до лише 6 вузлів (11 км/год), тому він замість цього був змушений із трьома есмінцями супроводження прямувати до німецького договірного порту Ціндао. Після прибуття наступного дня «Цесаревич» і кораблі ескорту були інтерновані та роззброєні. У корабель влучили тринадцять 305-мм і два 203-мм снаряди, які вбили 12 і поранили 47 членів екіпажу. Сам «Цесаревич» за час бою випустив 104 305-мм та 509 - 152-мм снарядів.
Після закінчення російсько-японської війни на початку 1906 року корабель перевели на Балтику і 1 серпня він допоміг придушити Свеаборзьке повстання. Приблизно в 1906 році його верхню частину було демонтовано, а надбудову зрізано. Очевидно, також були зняті 75-міліметрові гармати в надбудові. «Цесаревич» здійснював регулярні зимові походи до Середземного моря напередодні Першої світової війни та в грудні 1908 року допомагав тим, хто пережив землетрус у Мессіні. У 1909—1910 роках корабельна механіка була капітально відремонтована.
25 лютого 1911 року «Цесаревич», «Слава», «Андрій Первозванний» та «Імператор Павло I» (два останні кораблі ще добудовували) утворили бригаду лінійних кораблів Балтійського флоту, до якої був зарахований і крейсер «Рюрік». 1911 року «Цесаревич» з іншими кораблями здійснили похіддо Данії.

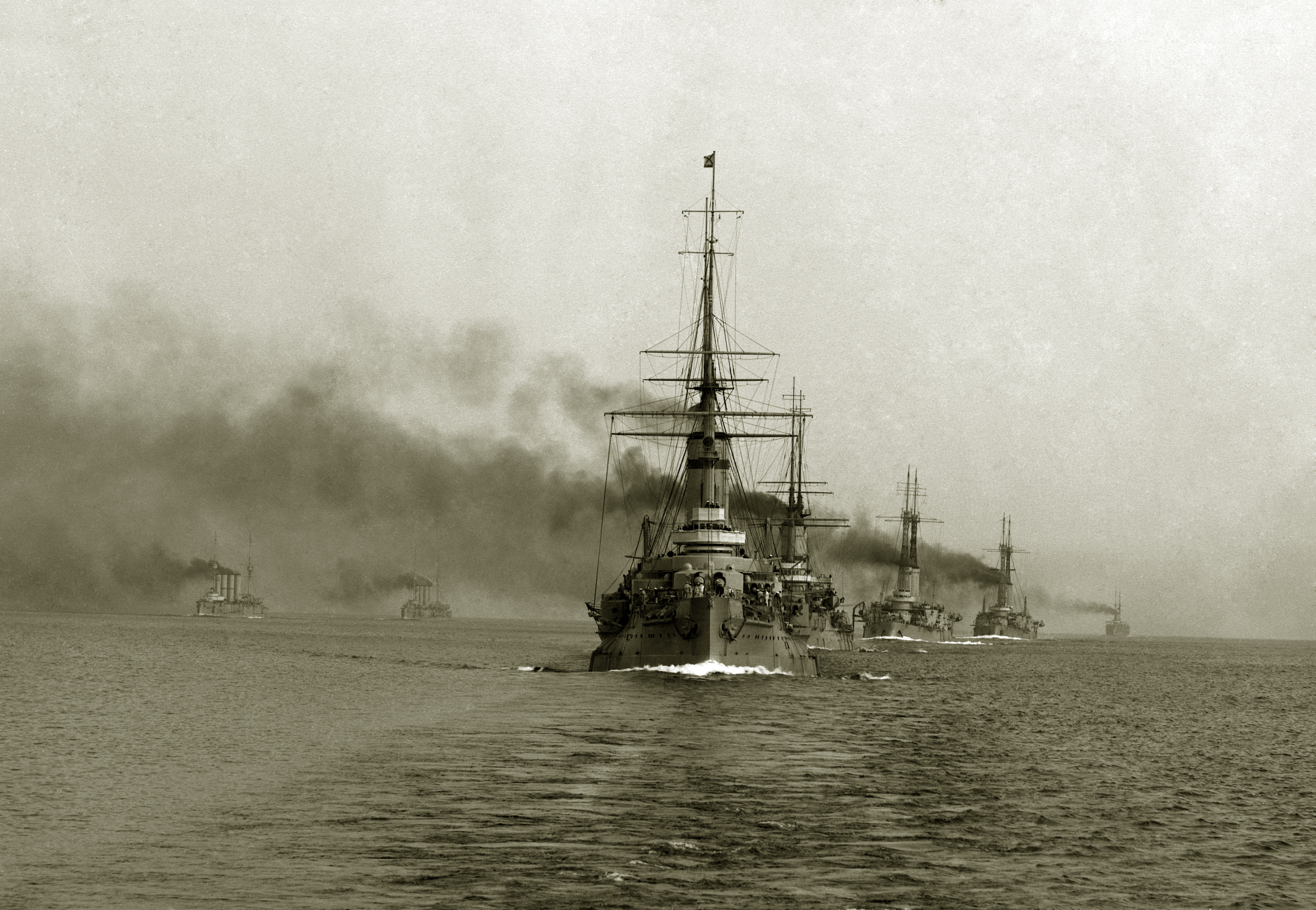
Друга бригада лінкорів на чолі з «Цесаревичем» у голові кільватерної колони. 1915

### Перша світова війна
На початку липня 1916 року Північний фронт генерала від інфантерії Куропаткіна О. М. готувався до наступальної операції з метою відкинути противника від Риги, а в разі успішного розвитку наступу — очистити від німецьких військ і всю Курляндію. Морські сили Ризької затоки були залучені для артилерійської підтримки наступаючих військ 12-ї армії генерала від інфантерії Радко Димитрієва, а також готувалися до проведення десантної операції. У Ризьку затоку прибули додаткові сили — лінійний корабель «Цесаревич», крейсери «Аврора», «Діана», «Баян» і «Адмірал Макаров». Протягом трьох днів, 2-4 (15-17) липня, кораблі вели інтенсивний і ефективний вогонь по ворожих позиціях, але сухопутні війська не зуміли прорвати оборону німців на приморській ділянці. Наступ захлинувся.
29 березня 1917 року наказом обраного матросами командувача флоту віцеадмірала Максимова А. С. кораблю надали нову назву — «Гражданін». Лінкор часом знімався з якоря і виходив на стрільби та маневри, хоча переважно відстоювався на Вердерському рейді: німці активності не виявляли.
Восени 1917 року Балтійський флот для захисту Моонзундської позиції утримував Морські сили Ризької затоки під командуванням віцеадмірала Бахірева М. К., що складалися з 2 лінкорів (колишніх броненосців), 2 панцерних крейсерів, 1 крейсера, 3 канонерських човнів, 25 есмінців, 7 міноносців, 3 підводних човнів, 3 мінних загороджувачів і інших кораблів і судів, всього 125 одиниць
29 вересня (12 жовтня) після вогневого придушення російських берегових батарей та зачищення акваторії від мін розпочалася операція «Альбіон» — захоплення островів Моонзундського архіпелагу (Езель, Даго та Моон, на той час територія Автономного правління Естонії у складі Російської республіки).
4 (17) жовтня у морському бою біля Куйвасту лінкори «Слава», «Гражданін» і крейсер «Баян» наразилися на німецьку ескадру з 2 лінкорів, 2 крейсерів і 11 есмінців, яка під командуванням віцеадмірала Бенке двома колонами увійшла з південного входу в Моонзунд. Одночасно німецькі тральщики розпочали активно тралення.
«Слава», «Гражданін» і «Баян» розпочали обстріл тральщиків німецької ескадри, але незабаром у вогневій бій вступили німецькі лінійні кораблі «Кронпринц» і «Кьоніг Альберт». Перестрілка між капітальними кораблями тривала приблизно до 11 години дня, але без жодних пошкоджень для протиборчих сторін.
Об 11:30 крейсери «Кольберґ» і « Штрасбурґ» за підтримки групи тральщиків висадили на Моон морський десант на допомогу піхоті. О 12:04 «Слава» і «Гражданін» знову відкрили вогонь по тральщиках противника. До них приєдналися панцерний крейсер «Баян» і есмінці «Туркменець-Ставропольський» і «Донський козак». Незабаром німецькі тральщики відійшли. Але за кілька хвилин вогонь відкрили німецькі лінкори, що кілька разів влучили у «Славу». Зважаючи на неможливість «Слави» пройти через мілководний Моонзундський канал, його наказали затопити, перегородивши фарватер.
У грудні того ж року корабель прибув у Кронштадт, де він перейшов під контроль більшовиків. У 1924 році «Гражданін» був розібраний на металобрухт, хоча офіційно він був виключений зі списку ВМФ лише 21 листопада 1925 року.